# Faruk Halilbegović
Faruk Halilbegović (* 7. September 1987 in Sarajevo) ist ein bosnisch-herzegowinischer ehemaliger Handballspieler.

## Karriere
Der 1,97 m große und 96 kg schwere Faruk Halilbegović spielte in seiner Heimat für den RK Bosna Visoko, mit dem er im EHF-Pokal 2007/08 die zweite Runde erreichte. 2009 ging er zum RK Borac Banja Luka, mit dem er 2011 bosnisch-herzegowinischer Pokalsieger wurde. Im EHF-Pokal 2009/10 kam er in die zweite und 2010/11 in die dritte Runde. Anschließend spielte er für RK Bosna Sarajevo in der EHF Champions League 2011/12 in der Gruppenphase. Zur Saison 2012/13 wechselte er nach Katar zu al-Gharafa, bei dem er einen Einjahresvertrag mit Option auf eine weitere Saison unterschrieb. Seit November 2013 läuft er für den deutschen Bundesligisten TV Emsdetten auf, mit dem er 2014 in die 2. Handball-Bundesliga abstieg. Zum Saisonende trennte sich der TVE von Halilbegović. Fortan spielte er für MKS Zagłębie Lubin in Polen und wechselte im Oktober 2015 zurück nach Deutschland zu HF Springe. Im März 2016 zog sich Halilbegović eine Knieverletzung zu, woraufhin er in der Saison 2015/16 nicht mehr mitwirkte. Nachdem Halilbegović nach dem Saisonende vertragslos war, schloss er sich im Januar 2017 dem luxemburgischen Verein HB Käerjeng an. Ab Sommer 2017 stand er beim türkischen Verein Selka Eskişehir SK unter Vertrag. Danach spielte er in Ungarn bei Mezőkövesdi KC und danach in Serbien bei RK Vojvodina. Vor seinem Karriereende 2023 spielte er noch eine Saison bei seinem Jugendverein RK Bosna Visoko.
Faruk Halilbegović bestritt 40 Spiele für die Bosnisch-herzegowinischen Nationalmannschaft und nahm an der Qualifikation zur Handball-Weltmeisterschaft der Männer 2015 teil.